# Canta Comigo (Portugal)
Canta Comigo foi um programa talent show emitido pela estação televisiva portuguesa TVI. O formato consiste em eleger pessoas de várias cidades de Portugal que queiram apresentar-se perante o público para cantar durante a gala de domingo. A apresentação esteve  a cargo da actriz Rita Pereira e do repórter Nuno Eiró, com uma equipa de jurados formada fixamente pelo produtor Luís Jardim e a apresentadora Fátima Lopes. A estes dois elementos juntar-se-à, em cada programa, uma outra personalidade em cada emissão.
Com um número original de seis emissões, a sua estreia ocorreu a 7 de Agosto de 2011, após terem sido feitos castings para aprovar os concorrentes que subiriam a palco. A aposta da estação de Queluz de Baixo registou na sua estreia um resultado de 7.8% de audiência média e 22.1% de share, o que equivale a perto de 720 mil telespectadores. A última gala decorreu na cidade de Sintra a 17 de Setembro de 2011 juntando todos os participantes vencedores apurados em cada localidade.
O programa contou com 6 galas, que decorreram cada uma em sua cidade, as cidades foram: Albufeira, Braga, Castelo Branco, Elvas, Figueira da Foz e  a Vila de Sintra.